# Raleigh, Mississippi
Raleigh är administrativ huvudort i Smith County i den amerikanska delstaten Mississippi. Raleigh, som har 1 462 invånare (2010), har fått sitt namn efter Sir Walter Raleigh. På 1830-talet blev Fairfield första administrativa huvudort då Smith County grundades. Fairfield låg bara några kilometer söderut från Raleighs nuvarande centrum. Några år senare blev Raleigh huvudort i stället. Det har funnits fyra domstolsbyggnader i Raleigh på grund av eldsvådor. Countyts nuvarande domstolsbyggnad är från år 1912.